# Goran Knežević
Goran Knežević (Banatski Karlovac, 12. svibnja 1957.) je gradonačelnik Zrenjanina i bivši pokrajinski dužnosnik Demokratske stranke te aktualni čelnik Srpske napredne stranke u Zrenjaninu.

## Životopis
Diplomirao je gospodarstvo na beogradskom sveučilištu. Profesionalno se bavio košarkom te je bio član momčadi beogradskog KK Partizana koji je 1979. osvojio titulu prvaka tadašnje Jugoslavije. Politikom se počeo baviti kao član Demokratske stranke. U listopadu 2000. godine bio je izabran za predsjednika Izvršnog odbora Skupštine općine Zrenjanin (tadašnje gradske vlade). U prosincu 2003. godine, na izvanrednim izborima za Skupštinu Srbije, izabran je za jednog od zastupnika Demokratske stranke. Zastupničku dužnost obnašao je naredne tri godine.
Dana 3. listopada 2004. godine, kao kandidat DS-a, izabran je za predsjednika Općine Zrenjanin na prvim neposrednim izborima. U siječnju 2008. godine, kada je Zrenjanin dobio status grada, Knežević je postao prvi njegov gradonačelnik. Na ovoj dužnosti potvrđen je u lipnju 2008., nakon redovitih općinskih izbora, kada je Demokratska stranka ponovo osvojila vlast u Zrenjaninu.
Dana 1. listopada iste godine, po optužnici Specijalnog suda za organizirani kriminal u Beogradu, za zloupotrebu službenog položaja i malverzacije s građevinskim zemljištem, Knežević je uhićen s još desetak osoba. Smijenjen je s dužnosti gradonačelnika krajem travnja 2009. godine, nakon 7 mjeseci provedenih u pritvoru. Dana 4. studenog 2009., Knežević je pušten da se brani sa slobode.
Dana 27. siječnja 2010. pristupio je Srpskoj naprednoj stranci Tomislava Nikolića i danas je čelnik SNS za grad Zrenjanin te je bio nositelj liste te stranke na redovitim lokalnim izborima 6. svibnja 2012. godine. SNS je tada osvojila prvo mjesto i uspjela formirati vlast, pa je Knežević 6. srpnja izabran za gradonačelnika Zrenjanina.